# Nodulosphaeria cirsii
Nodulosphaeria cirsii är en svampart som först beskrevs av Petter Adolf Karsten, och fick sitt nu gällande namn av L. Holm 1957. Nodulosphaeria cirsii ingår i släktet Nodulosphaeria och familjen Phaeosphaeriaceae.  Arten är reproducerande i Sverige. Inga underarter finns listade i Catalogue of Life.